# Forgive Us Our Trespasses (film 1913)
Forgive Us Our Trespasses è un cortometraggio muto del 1913. Il nome del regista non viene riportato.

## Produzione
Il cortometraggio fu prodotto dalla Thanhouser Film Corporation.

## Distribuzione
Distribuito dalla Mutual Film, uscì nelle sale cinematografiche USA il 24 giugno 1913.

## Particolarità: cortometraggi con titolo identico
Il corto drammatico di Netflix Perdonaci i nostri peccati ha il titolo originale in inglese identico.